# Wereldkampioenschap voetbal 2006 (Groep G) Frankrijk - Zwitserland
Deze pagina is een subpagina van het artikel Wereldkampioenschap voetbal 2006. Hierin wordt de wedstrijd in de groepsfase in groep G tussen Frankrijk en Zwitserland gespeeld op 13 juni 2006 nader uitgelicht.

## Nieuws voorafgaand aan de wedstrijd
- 1 juni - Na de Franse overwinning op Denemarken met 2-0 is Franck Ribéry uitgegroeid tot publiekslieveling binnen de selectie.
- 3 juni - Zwitserland gaat dankzij de 4-1-overwinning in de laatste oefenwedstrijd tegen China met een goed gevoel richting het WK. Zowel Alexander Frei als Marco Streller scoorden twee doelpunten voor de Zwitsers.
- 7 juni - Frankrijk kan in de laatste oefeninterland de 4-1 van Zwitserland tegen China niet verbeteren. De Fransen wonnen moeizaam met 3-1. Pas in de slotfase door een eigen doelpunt kwam men op voorsprong. In de blessuretijd vergrootte Thierry Henry de uitslag naar 3-1. Liverpool-spits Djibril Cissé moest het veld met een blessure verlaten en mist waarschijnlijk het WK.
- 8 juni - Het WK is definitief voorbij voor Djibril Cissé, die zijn enkel heeft gebroken. Raymond Domenech riep aanvaller Sidney Govou van Olympique Lyonnais op als vervanger.
- 8 juni - De jonge Zwitserse talenten Philippe Senderos, Johan Djourou en Tranquillo Barnetta hopen allen op een basisplaats tegen Frankrijk. Op de trainingen tonen zij erg veel inzet en achten zij een basisplaats tot de mogelijkheden.
- 12 juni - De Franse coach heeft zijn basiselftal bekendgemaakt: Fabien Barthez, Willy Sagnol, Lilian Thuram, William Gallas, Éric Abidal, Patrick Vieira, Claude Makélélé, Sylvain Wiltord, Zinédine Zidane, Franck Ribéry en Thierry Henry. Opvallend hierin is Ribéry die tijdens de voorbereidingswedstrijden steeds als bankzitter is begonnen.
- 12 juni - De Zwitser Patrick Müller werd geraakt aan de enkel en het is nog niet zeker of hij zal spelen in de wedstrijd tegen Frankrijk.

## Wedstrijdgegevens
| Datum                | 13 juni 2006                        | 13 juni 2006                        |
| Stadion              | Gottlieb-Daimler-Stadion, Stuttgart | Gottlieb-Daimler-Stadion, Stuttgart |
| Toeschouwers         | 52.000                              | 52.000                              |
| Scheidsrechter       | Valentin Ivanov                     | Valentin Ivanov                     |
| Assistenten          | Nikolay Golubev Evgueni Volnin      | Nikolay Golubev Evgueni Volnin      |
| Vierde man           | Kevin Stott                         | Kevin Stott                         |
| Man van de wedstrijd | Claude Makélélé                     | Claude Makélélé                     |
|                      | Frankrijk                           | Zwitserland                         |
| Doelpunten           | 0                                   | 0                                   |
| Gele kaarten         | 3                                   | 5                                   |
| Rode kaarten         | 0                                   | 0                                   |
| Wissels              | 2                                   | 3                                   |
| Schoten op doel      | 3                                   | 4                                   |
| Schoten naast doel   | 9                                   | 7                                   |
| Overtredingen        | 18                                  | 18                                  |
| Hoekschoppen         | 4                                   | 1                                   |
| Buitenspel           | 5                                   | 0                                   |
| Strafschoppen        | 0                                   | 0                                   |
| Balbezit (tijd)      | 31'00"                              | 30'00"                              |
| Balbezit (%)         | 51%                                 | 49%                                 |

| Frankrijk | 0 – 0           | Zwitserland |
| | goals (assists) | |
| Raymond Domenech | bondscoach      | Jakob Kuhn |
| Fabien Barthez Éric Abidal Patrick Vieira William Gallas Claude Makélélé Zinédine Zidane Sylvain Wiltord 84' Thierry Henry Lilian Thuram Willy Sagnol Franck Ribéry 70' | opstellingen    | Pascal Zuberbühler Ludovic Magnin Philippe Senderos Johann Vogel Ricardo Cabanas 82' Raphael Wicky Alexander Frei 56' Marco Streller Tranquillo Barnetta 75' Patrick Müller Philipp Degen |
| Louis Saha 70' Vikash Dhorasoo 84' | wissels         | 56' Daniel Gygax 75' Johan Djourou 82' Xavier Margairaz |
| Éric Abidal 64' Zinédine Zidane 72' Willy Sagnol 90+3' | gele kaarten    | 42' Ludovic Magnin 45' Marco Streller 56' Philipp Degen 72' Ricardo Cabanas 90+3' Alexander Frei                                                                                          |
| | rode kaarten    | |

## Overzicht van wedstrijden
| Groepswedstrijden | | | |
| Groep A | Groep B | Groep C | Groep D |
| Duitsland - Costa Rica Polen - Ecuador Duitsland - Polen Ecuador - Costa Rica Ecuador - Duitsland Costa Rica - Polen             | Engeland - Paraguay Trinidad en Tobago - Zweden Engeland - Trinidad en Tobago Zweden - Paraguay Zweden - Engeland Paraguay - Trinidad en Tobago | Argentinië - Ivoorkust Servië en Montenegro - Nederland Argentinië - Servië en Montenegro Nederland - Ivoorkust Nederland - Argentinië Ivoorkust - Servië en Montenegro | Mexico - Iran Angola - Portugal Mexico - Angola Portugal - Iran Portugal - Mexico Iran - Angola                               |
| Groep E | Groep F | Groep G | Groep H |
| Italië - Ghana Verenigde Staten - Tsjechië Italië - Verenigde Staten Tsjechië - Ghana Tsjechië - Italië Ghana - Verenigde Staten | Australië - Japan Brazilië - Kroatië Brazilië - Australië Japan - Kroatië Japan - Brazilië Kroatië - Australië                                  | Frankrijk - Zwitserland Zuid-Korea - Togo Frankrijk - Zuid-Korea Togo - Zwitserland Togo - Frankrijk Zwitserland - Zuid-Korea                                           | Spanje - Oekraïne Tunesië - Saoedi-Arabië Spanje - Tunesië Saoedi-Arabië - Oekraïne Saoedi-Arabië - Spanje Oekraïne - Tunesië |
| Achtste finales | | | |
| Duitsland - Zweden Argentinië - Mexico                                                                                           | Italië - Australië Zwitserland - Oekraïne | Engeland - Ecuador Portugal - Nederland | Brazilië - Ghana Spanje - Frankrijk                                                                                           |
| Kwartfinales | | | |
| Duitsland - Argentinië | Italië - Oekraïne | Engeland - Portugal | Brazilië - Frankrijk |
| Halve finales | | | |
| Duitsland - Italië | Duitsland - Italië | Portugal - Frankrijk | Portugal - Frankrijk |
| Troostfinale | | | |
| Duitsland - Portugal | | | |
| Finale | | | |
| Italië - Frankrijk | | | |